# NGC 5468
NGC 5468 је спирална галаксија у сазвежђу Девица која се налази на NGC листи објеката дубоког неба.
Деклинација објекта је - 5° 27' 11" а ректасцензија 14h 6m 35,0s. Привидна величина (магнитуда) објекта NGC 5468 износи 12,5 а фотографска магнитуда 13,2. Налази се на удаљености од 41,5000 милиона парсека од Сунца. NGC 5468 је још познат и под ознакама MCG -1-36-7, UGCA 384, IRAS 14039-0512, PGC 50323.